# Pardaleras

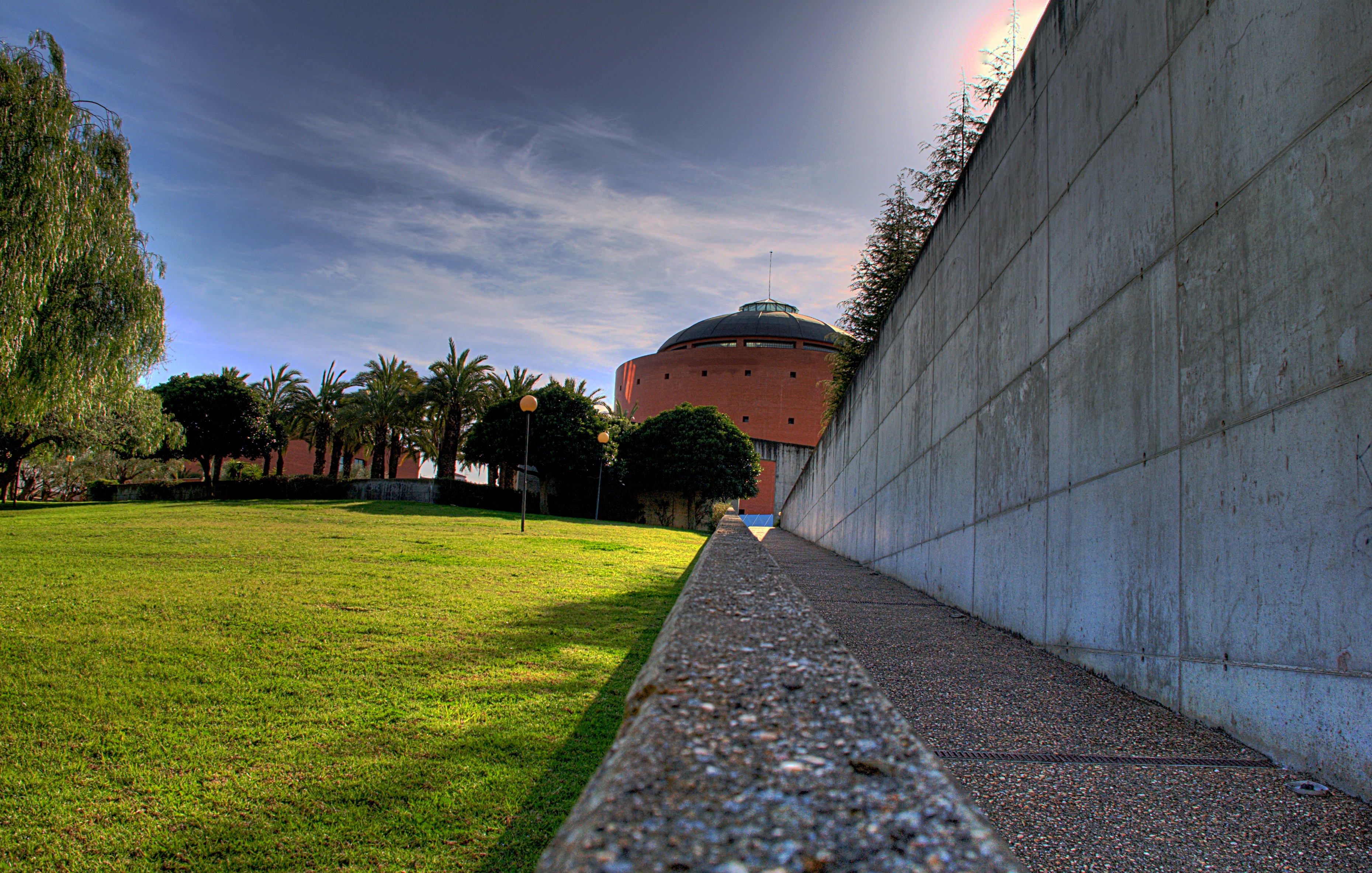
Vista del MEIAC, antigua cárcel local.

Pardaleras es el barrio centro-sureste de Badajoz, situado justo por fuera de la muralla del Casco Antiguo y extendiéndose hasta la  BA-20  (conocida como la autopista) y el río Rivillas. Conecta, al cruzar el río, con el barrio de San Roque y, más allá de la autovía, con Cerro de Reyes, la zona centro y Valdepasillas. Es una área extensa de la ciudad, ocupada en su mayoría por casas bajas y bloques de pisos, y cuya arteria principal es la Avenida de Pardaleras, que da nombre al barrio.

## Lugares destacables
- Centro Comercial La Plaza.
- Palacio de Congresos de Badajoz.
- Parque del Pilar (Antiguamente llamado "Salto del Caballo" y conocido por la población como "Cañones").
- Puerta del Pilar.
- Museo Extremeño e Iberoamericano de Arte Contemporáneo (MEIAC).

## Centros escolares
- Colegio Público Nuestra Señora de Bótoa
- Colegio La Compañía de María.
- IES Bárbara de Braganza.

- Datos: Q6061607